# Milford Track
La 'Milford Track' est une voie de tramping (randonnée) largement connue en Nouvelle-Zélande, située au milieu de montagnes et de zones tempérées dans le parc national de Fiordland au sud-ouest de l'île du Sud. La randonnée de 53,5 km commence à Glade Wharf à la tête du lac Te Anau et se termine à Milford Sound à Sandfly Point, traverse des forêts tropicales humides, des zones humides et une passe alpine.
Le Département de la conservation de la Nouvelle-Zélande classe cette piste comme une  grande promenade et maintient trois cabanes le long de la piste: les cabanes Clinton, Mintaro et Dumpling. Il y a également trois pavillons privés et des abris de quatre jours disponibles.
La plupart des gens complètent le parcours en 15 à 20 heures de marche sur trois jours, sans compter une heure ou deux de plus pour atteindre le premier refuge depuis un bateau. Cependant, certaines personnes courent la piste en une journée. L’Américain Brian Culmo a réalisé le parcours le plus rapide en six heures et 55 minutes.

## Histoire
Les Maoris indigènes utilisaient la région pour rassembler et transporter de précieux jade. Ils ont des légendes sur la région et les espèces indigènes qui s'y trouvent. En provenance de Milford End, Donald Sutherland et John Mackay ont été les premiers explorateurs européens à découvrir ce qui est maintenant connu sous le nom de Mackay Falls et Sutherland Falls, en 1880. Du côté du lac Te Anau, Quintin McKinnon et un compagnon entreprirent de trouver une voie de communication menant à Milford Sound. En 1888, ils découvrirent ce qui est maintenant appelé Mackinnon Pass. Cela l'a amené à rejoindre Sutherland de l'autre côté du col.
McKinnon (également orthographié Mckinnon et Mackinnon) a été le premier guide à guider les promeneurs du lac Te Anau à Milford Sound. McKinnon a commencé par diriger lui-même des tournées et s'est ensuite développé avec une campagne de marketing. De nombreuses parties de la piste de Milford portent le nom de McKinnon, notamment Mackinnon Pass, le point le plus élevé de la piste (bien que l’orthographe soit légèrement différente). Il a également fait cuire pompolona, un type de scone d'où l'une des cabanes de visite guidée tire son nom.
En 1901, le gouvernement, par l'intermédiaire du Département des stations touristiques et des centres de santé, puis de la Tourist Hotel Corporation, a assumé le contrôle administratif de la piste et les visites guidées jusqu'à sa vente à une entreprise privée en 1990.